# WD 0053-090
WD 0053-090 es una enana blanca situada en la constelación de Cetus, localizada a 22 minutos de arco de 21 Ceti. Distante unos 1570 años luz del sistema solar, su magnitud aparente utilizando el sistema fotométrico con filtro g (verde) es +15,83.
WD 0053-090 es una enana blanca de tipo espectral DA.
Es un objeto muy caliente con una temperatura efectiva de más de 80.000 K —tres veces más que la de Sirio B, la enana blanca más cercana a nosotros— consecuencia de su corto tiempo de enfriamiento, estimado en 1,17 millones de años.
A diferencia del resto de las estrellas, las enanas blancas no generan energía por fusión nuclear, sino que radian al exterior el exceso de calor a un ritmo constante.
Con el transcurso del tiempo, la temperatura superficial va descendiendo, desplazándose el espectro de emisión hacia el rojo, proceso que conlleva una disminución en la luminosidad.
Por ello, WD 0053-090 posee una insólita luminosidad bolométrica, 26 veces mayor que la luminosidad solar.
Con una masa aproximada de 0,55 masas solares, el diámetro de WD 0053-090 es sólo un 2,47 % del diámetro solar.
Pese a lo pequeño que pueda parecer su tamaño, tiene el doble de tamaño que la estrella de Van Maanen, estrella blanca solitaria a 14 años luz de la Tierra.
WD 0053-090 es una de las enanas blancas más luminosas y de mayor tamaño dentro del Sloan Digital Sky Survey (release 4), sondeo que recoge más de 9300 objetos identificados como enanas blancas.